# Manéglise
Manéglise är en kommun i departementet Seine-Maritime i regionen Normandie i norra Frankrike. Kommunen ligger i kantonen Montivilliers som tillhör arrondissementet Le Havre. År 2022 hade Manéglise 1 267 invånare.

## Befolkningsutveckling
Antalet invånare i kommunen Manéglise
| Referens: INSEE |